# Cyphostemma gillettii
Cyphostemma gillettii là một loài thực vật hai lá mầm trong họ Nho. Loài này được (De Wild. & T.Durand) Desc. miêu tả khoa học đầu tiên năm 1967.